# Верхнекансиярово
Верхнекансиярово (баш. Үрге Ҡанһөйәр) — деревня в Балтачевском районе Республики Башкортостан Российской Федерации. Входит в состав Тучубаевского сельсовета.

## География

### Географическое положение
Расстояние до:
- районного центра (Старобалтачёво): 20 км,
- центра сельсовета (Тучубаево): 4 км,
- ближайшей ж/д станции (Куеда): 91 км.

## Население
| 2002 | 2009 | 2010 |
| ---- | ---- | ---- |
| 274  | ↘245 | ↘211 |

Согласно переписи 2002 года, преобладающая национальность — башкиры (81 %).